# Nina Alexejevna Lobkovská
Nina Alexejevna Lobkovská (rusky: Нина Алексеевна Лобковская) (* 1925) byla velitelka roty žen-odstřelovaček Rudé armády.
Narodila se v Novokuzněcku. Vyrůstala v Taškentu, kam se početná rodina přestěhovala kvůli zdravotnímu stavu jejího otce, důlního odborníka. Studovala na střední škole v Taškentu a poté nástavbu v Moskvě, kde ji zastihla válka. V roce 1942 přerušila studium a vstoupila jako sedmnáctiletá dobrovolnice do Rudé armády. Po úspěšném zakončení snajperského kurzu byla zařazena do ženské roty odstřelovaček při 3. úderné armádě Kalininského frontu. 10. srpna 1943 otevřela své snajperské „konto“ a za necelý rok na něm měla již 89 vojáků a důstojníků nepřítele. Nina nejednou svedla osobní souboj s německými odstřelovači, přičemž její vytrvalost, trpělivost a střelecké umění ji vždy přineslo úspěch. Byla povýšena do důstojnické hodnosti a stala se velitelkou čety, později roty. Rota odstřelovaček pod velením Niny Lobkovské vyřadila v bojích při osvobozování Pobaltí, Polska, východního Pruska a před Berlínem 3112 německých vojáků a důstojníků.
Po válce dokončila studia na Vyšší průmyslové škole v Moskvě, kde poté pracovala. Věnovala se rovněž literární tvorbě. V roce 1968 vydala sborník vzpomínek pod názvem Фронтовые подруги (česky Frontové přítelkyně), věnovaný událostem druhé světové války, zejména osudům spolubojovnic, které v této válce položily život.

## Vyznamenání
- Leninův řád
- Řád rudého praporu (dvakrát)